# Sven-Olof Bagge
Sven-Olof Bagge, folkbokförd Sven Olov Bagge, född 8 mars 1933 i S:t Görans församling i Stockholm, död 5 januari 2003 i Sollentuna församling i Stockholms län, var en svensk musiker, låtskrivare och producent. 
Bagge växte upp i Stadshagen i Stockholm och arbetade som musikförläggare på Metronome. Han både skrev och producerade låtar. Bagge skrev texten till det vinnande bidraget "Beatles", som gruppen Forbes framförde i Melodifestivalen 1977 (musiken skrevs av Claes Bure). 
Åren 1956–1962 var han gift med Rut Bergman (1934–2012) och från 1962 med Lisbeth Edenborg (född 1940). Han har tre barn, Stefan (född 1956), Annika (född 1964) och Anders Bagge (född 1968), som alla håller på med musik.
Sven-Olof Bagge avled i lungcancer och är begravd på Silverdals griftegård i Sollentuna.